# Bowes (Durham)
Pour les articles homonymes, voir Bowes.
Bowes est un village du Royaume-Uni dans le comté de Durham, sur les collines de Pennine, construit autour des ruines d'un château. Il est situé à 6 km de Barnard Castle.

## Géographie
À l'origine dans le Yorkshire, le village est passé dans le comté de Durham le 1er avril 1974 pour des raisons administratives.

## Histoire
Son nom romain était Lavatrae. Une légion romaine y était installée.
Une auberge du XVIIe siècle y est réputée pour être hantée. Charles Dickens la visita et s'en inspira pour l'écriture de Nicholas Nickleby. Les tombes de deux des personnes qui ont inspiré l'écrivain sont toujours présentes dans le cimetière.
La gare de la ville a fermé en 1960.

## Personnalités liées à la commune
- Thomas Kipling (1745-1822), doyen de Peterborough, y est né
- John Bailey (agriculteur) (en) (1750-1819), mathématicien, y est né
- Richard Cobden (1804-1865), homme politique, s'y forma.